# Jules-Paul Loebnitz
Jules-Paul Loebnitz fue un ceramista y alfarero francés, nacido el 5 de agosto de 1836 en París y fallecido el 20 de octubre de 1895 en la misma ciudad.

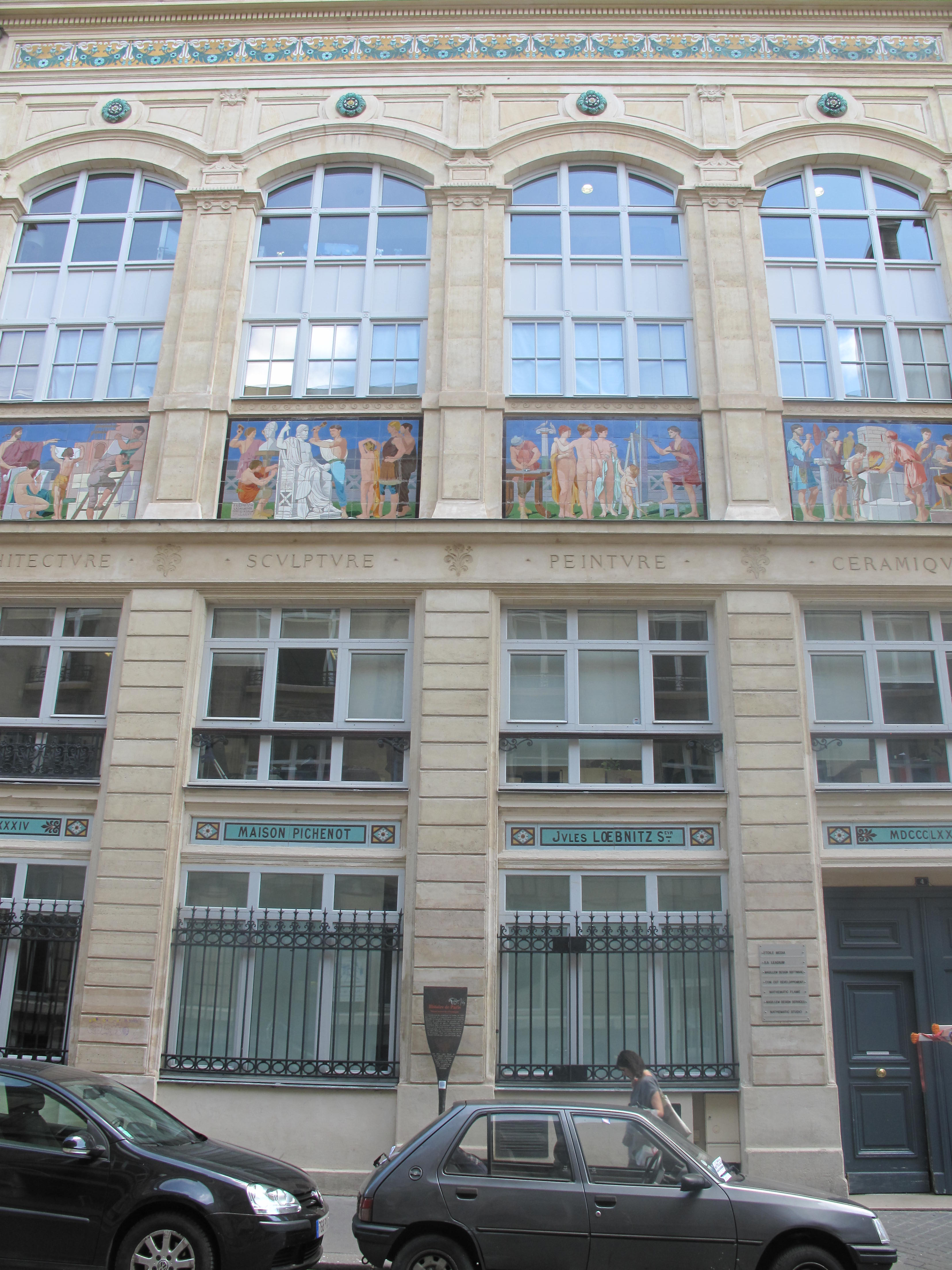
Fachada de la antigua faïencerie Loebnitz.

## Datos biográficos
Dueño de un taller de cerámica que producía estufas y placas de chimenea, Jules Paul Loebnitz comenzó a partir de 1860 a producir cerámica arquitectónica. En la Exposición Universal de 1878 ganó una medalla de oro por una fachada de 12 metros de altura completamente realizada en terracota y loza: La Porte des Beaux-Arts. A continuación, decoró, entre otros espacios la Estación de Champ de Mars, la estación de Le Havre (fr) y la Ópera de Montecarlo.
Algunas obras

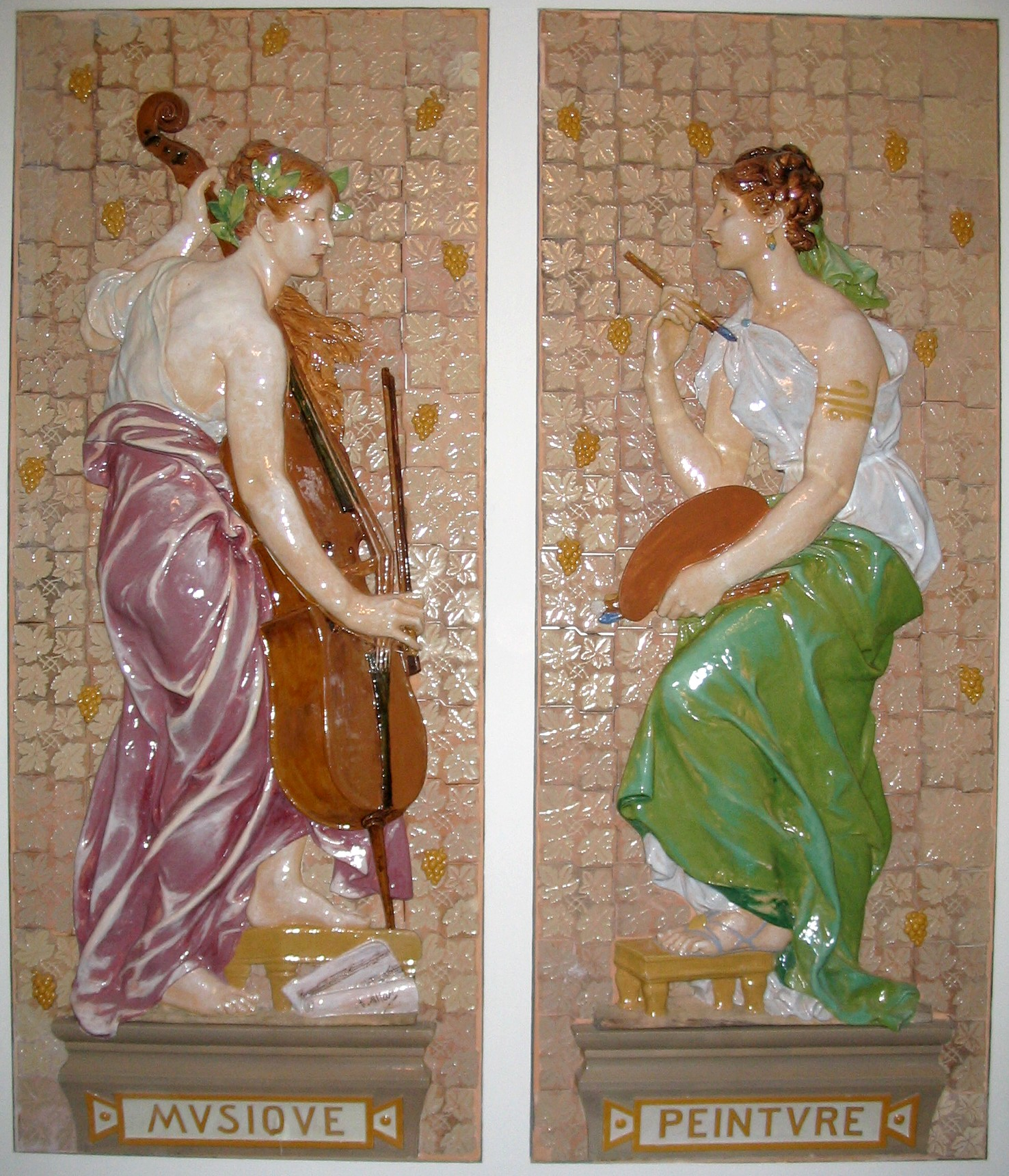
Jules Paul Loebnitz La peinture, La musique, 1889, a partir de André-Joseph Allar Museo de la Cerámica de Rouen (fr).
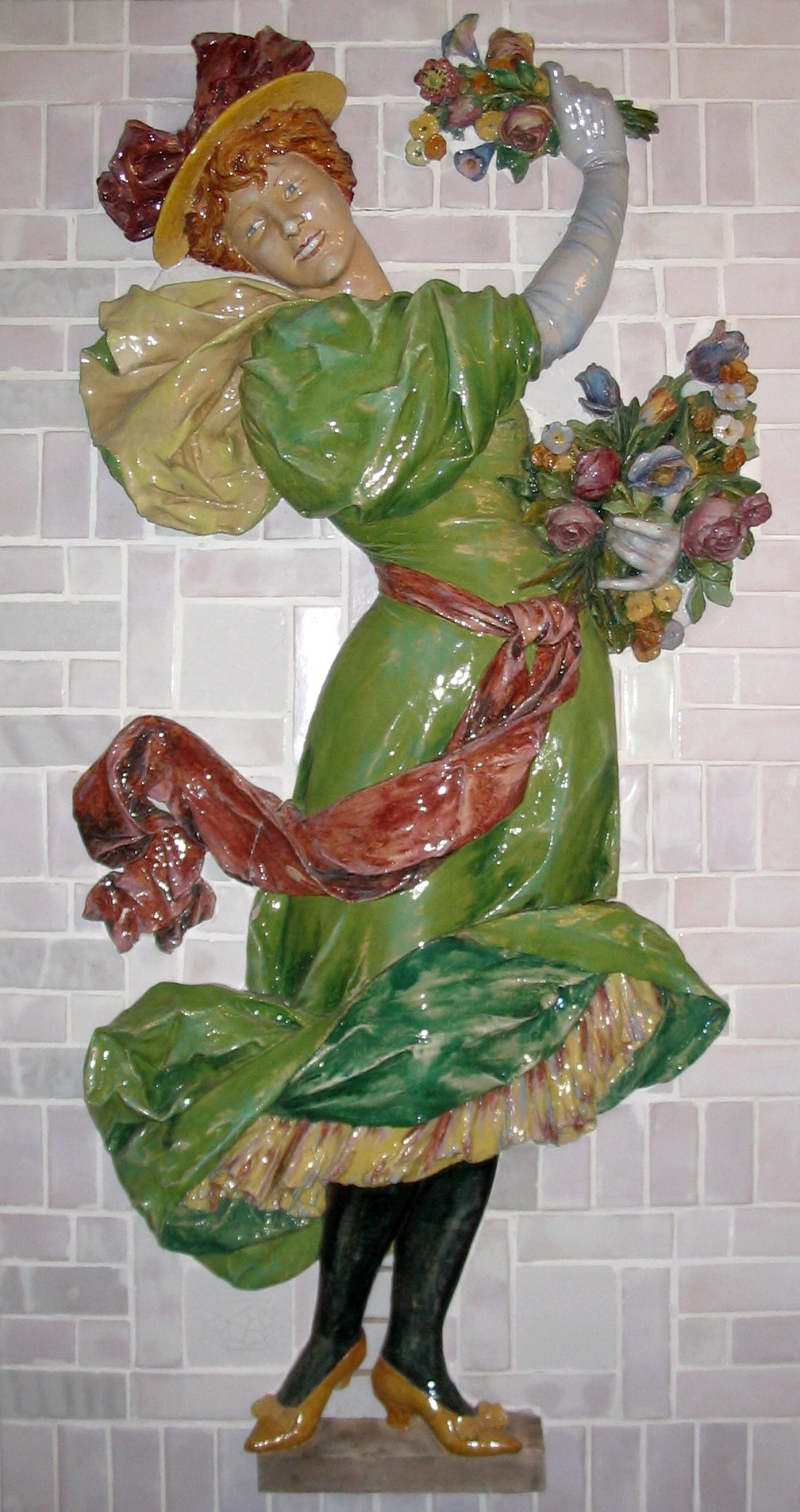
Panel de faienza esmaltado por Jules-Paul Loebnitz, Les Fleurs (1894), a partir de un diseño de Jules Blanchard musée de la céramique de Rouen.

Fallecimiento
Jules Loebnitz Paul murió en París en 1895. Está enterrado en el cementerio del Père-Lachaise (división 82).

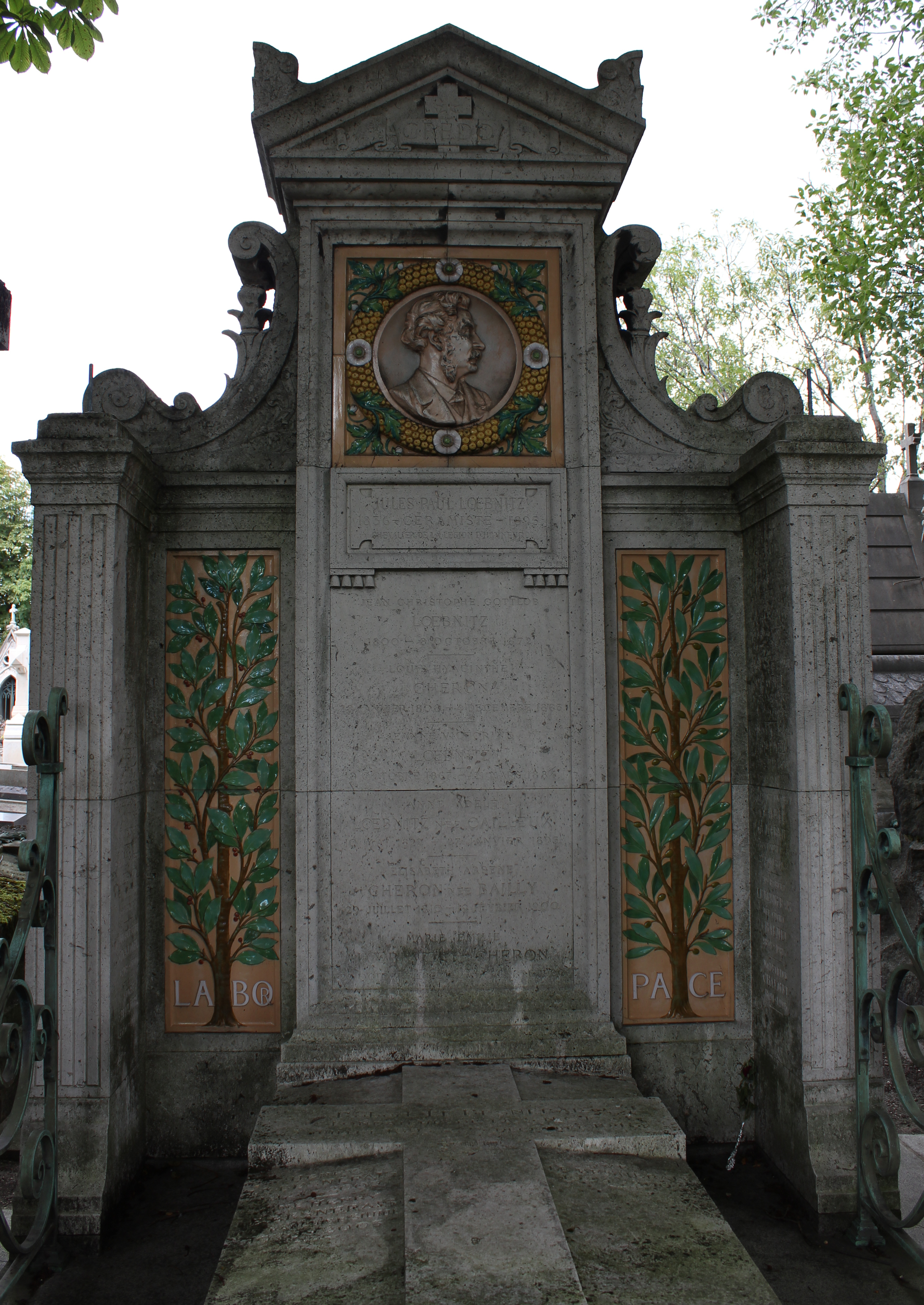
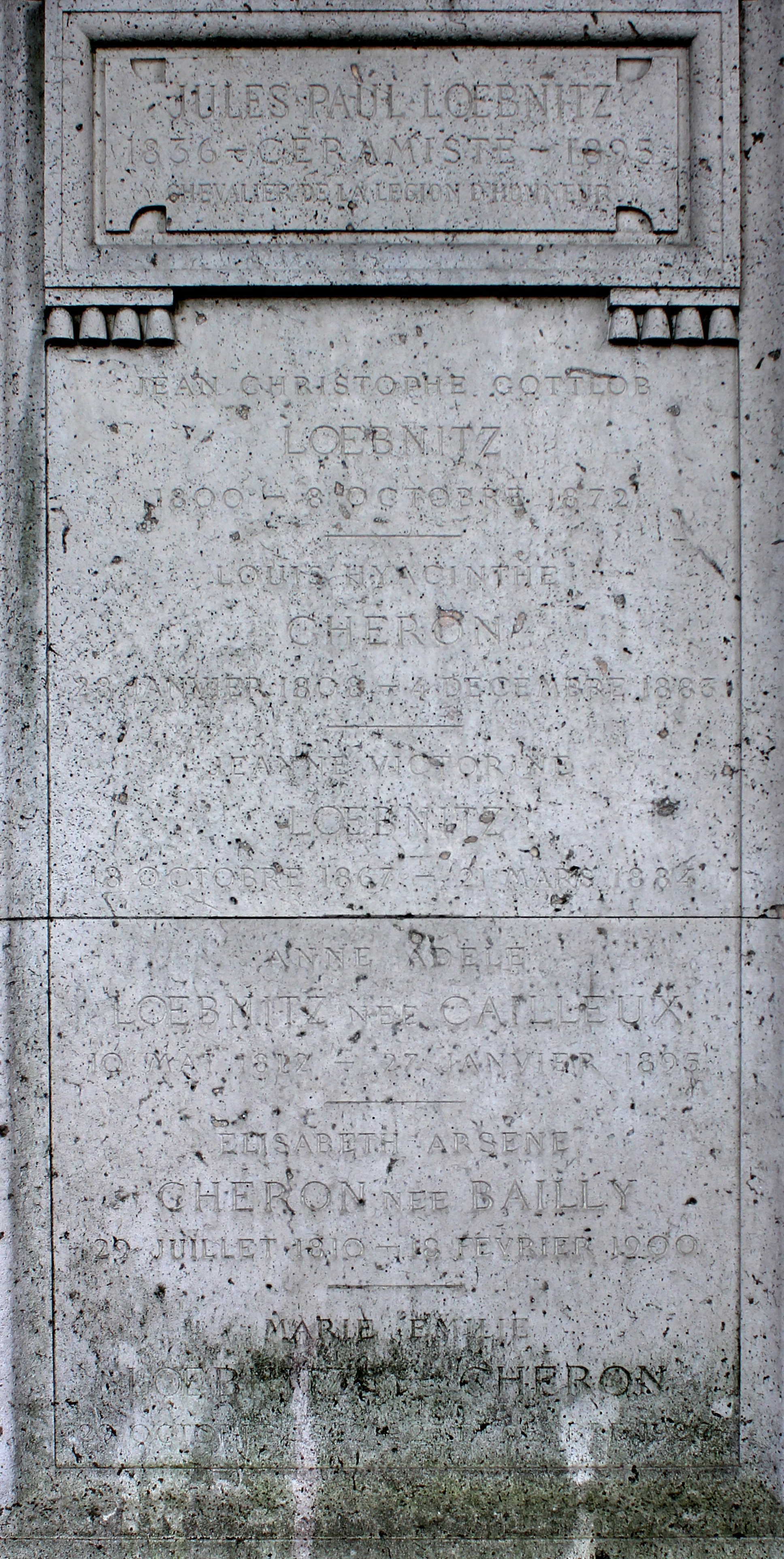
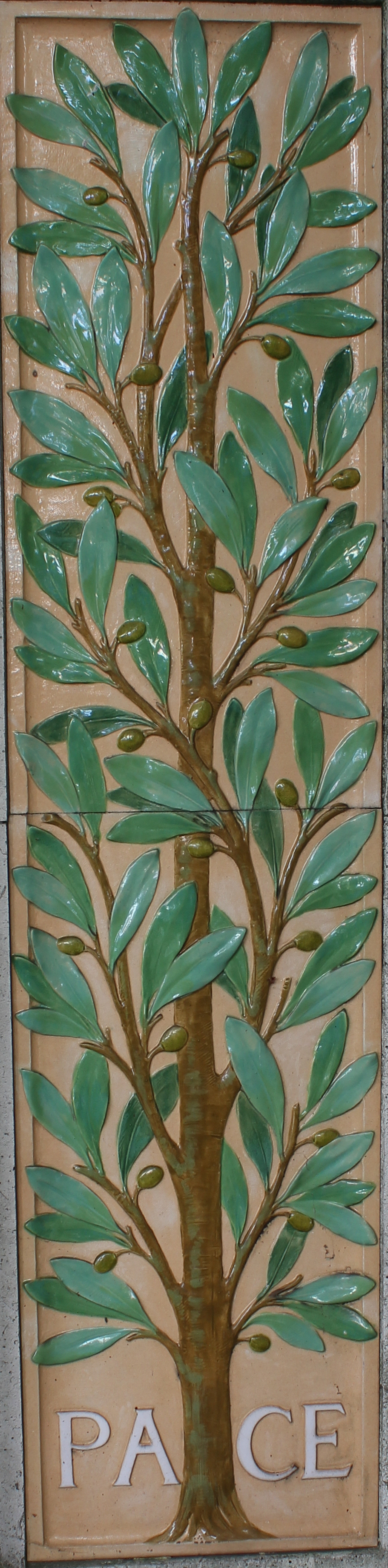

 Pulsar sobre la imagen para ampliar. 
La Fábrica de cerámica Loebnitz
A pesar del reconocimiento de la calidad de su producción, el taller de cerámica Loebnitz, tuvo dificultades en el paso a la era de la mecanización y cerró sus puertas en 1935. 

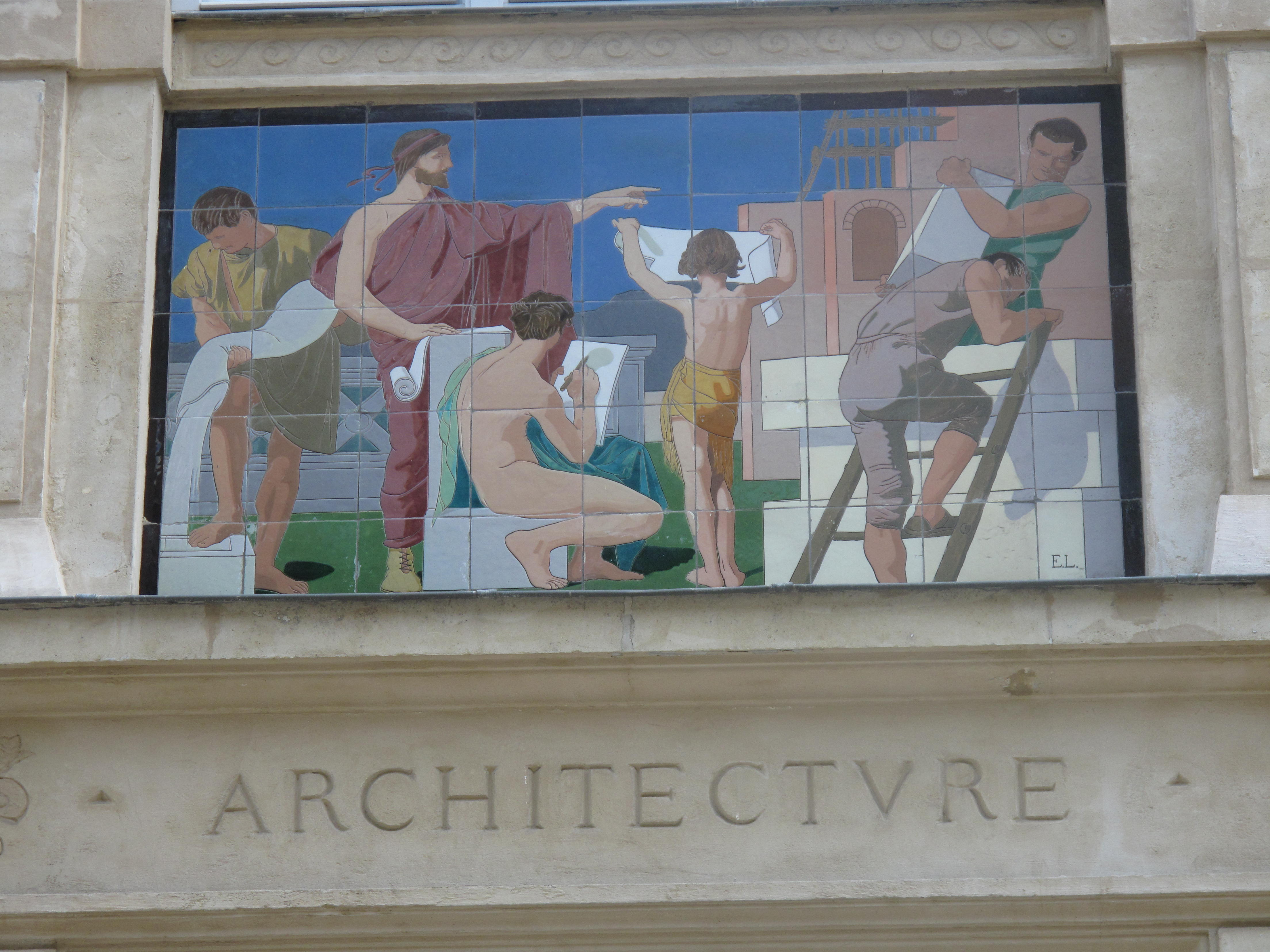
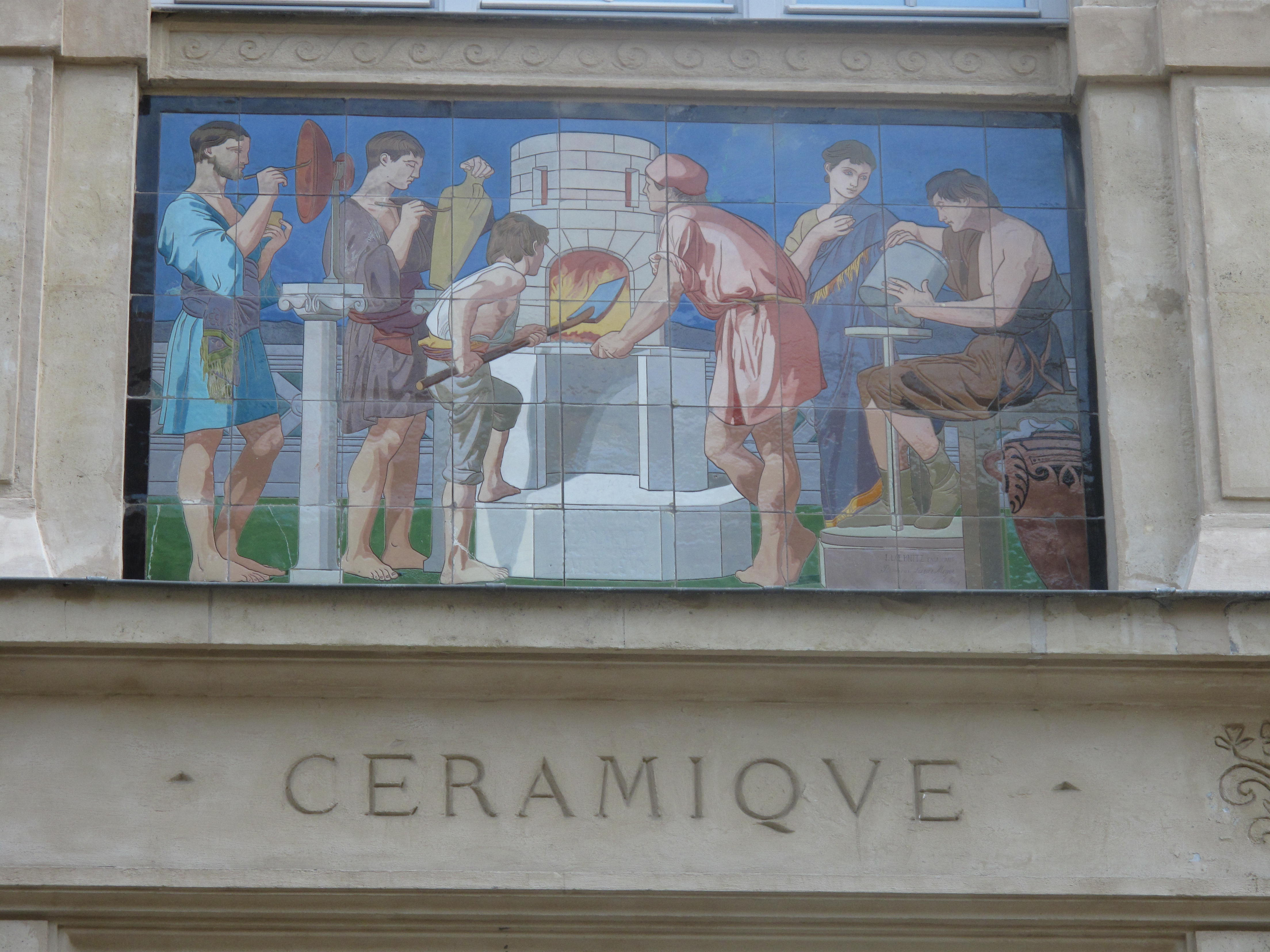
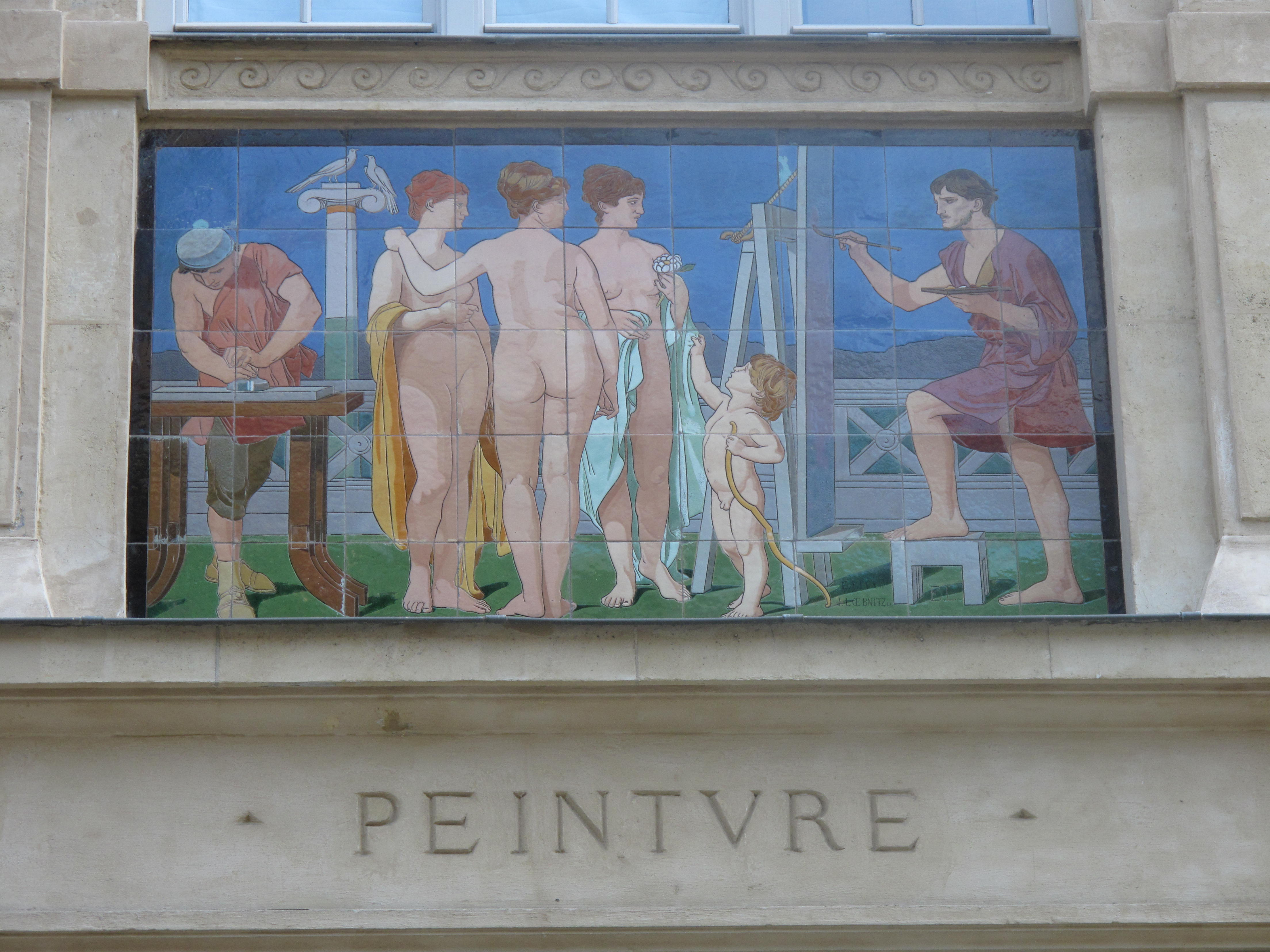
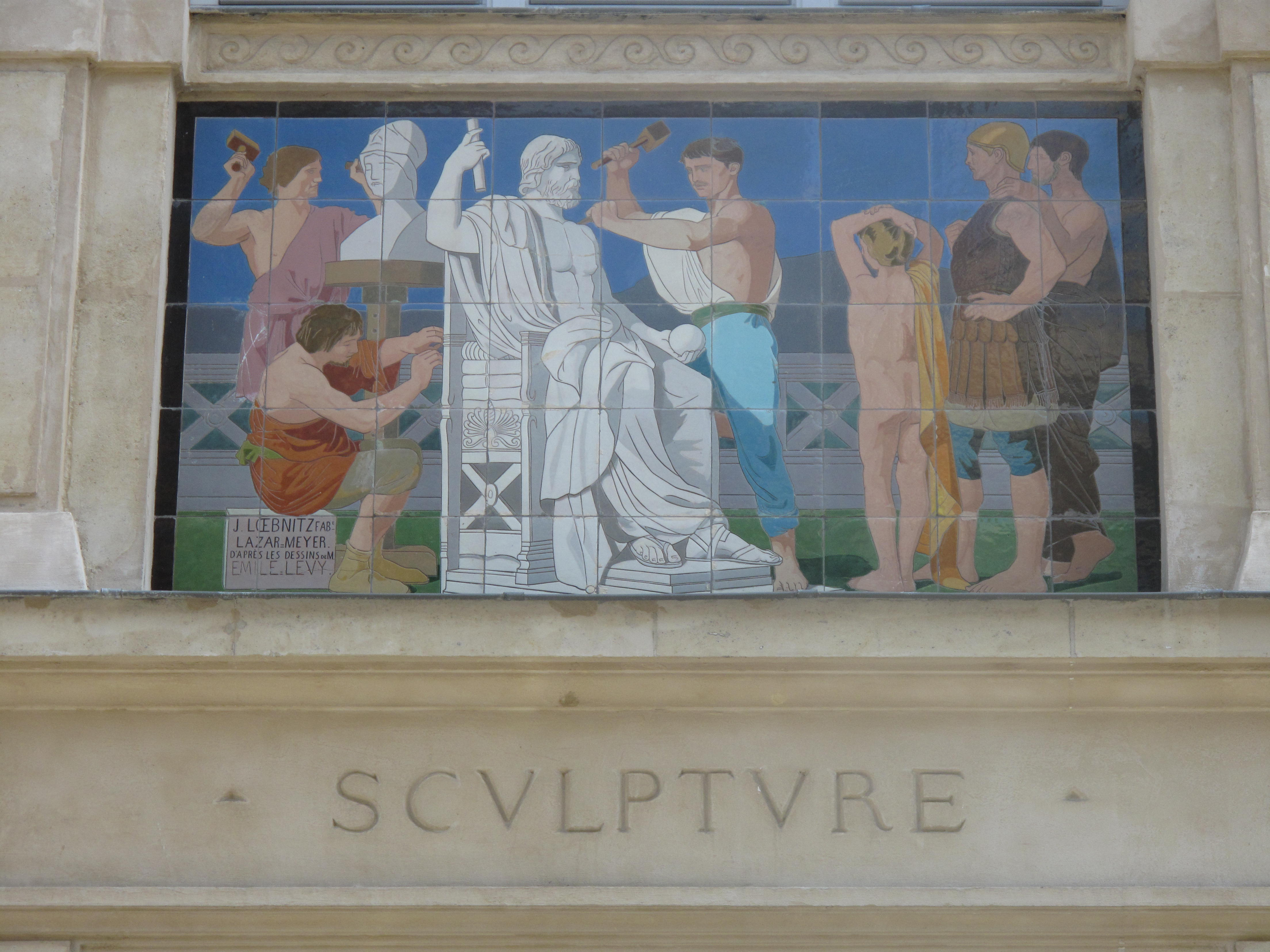

 Pulsar sobre la imagen para ampliar. 